# Bundesschatzanweisung
Bundesschatzanweisungen („Schätze“) sind Bundeswertpapiere und damit Schuldverschreibungen der Bundesrepublik Deutschland (Bund). 

## Allgemeines
Schatzanweisungen wurden 1866 in Preußen eingeführt. Zur Finanzierung des Deutschen Krieges stellte Preußen dem Norddeutschen Bund seinen Kriegsschatz von 30 Mio. Talern zur Verfügung.
Schatzanweisungen sollen ein augenblickliches Missverhältnis zwischen staatlichen Einnahmen und Ausgaben begleichen und werden daher nur auf kurze Zeit ausgegeben.
Heute finanziert sich die der Bund u. a. mit zwei Arten von Schatzanweisungen: 
- mit Unverzinslichen Schatzanweisungen, so genannten Bubills, die mit 12 Monaten Laufzeit begeben und nicht an der Börse notiert werden. Bei diesen kurzfristigen Geldmarktpapieren liegt der Ausgabekurs unter dem Rückzahlungsbetrag, wobei die Differenz (Disagio) den Ertrag des Anlegers für die Laufzeit von 12 Monaten darstellt.[3]
- mit (verzinsten) Bundesschatzanweisungen.[4] Sie haben eine Laufzeit von zwei Jahren. Das ist unter den börsennotierten Anleihen des Bundes die kürzeste Laufzeit. Da sie nur zu bestimmten Zeitpunkten emittiert (begeben) werden, zählen sie zu den Einmalemissionen. Sie sind mit einem festen Nominalzins (Coupon) ausgestattet, der jährlich gezahlt wird.[5]

## Bedeutung
Bundesschatzanweisungen dienen der kurz- bis mittelfristigen Liquiditätsversorgung des Bundes. Für den Bund zählen sie nach den Bundesobligationen und Bundesanleihen zu den wichtigsten Finanzierungsinstrumenten. Ihr Anteil am gesamten Handelsvolumen betrug im Jahr 2023 rund 14 %, nach 10 % im Vorjahr. Am Gesamtvolumen aller Bundeswertpapiere machte ihr Anteil 2023 rund 7 % aus.
Technisch werden Bundesschatzanweisungen durch Eintragung in das Bundesschuldbuch als Wertrechte handelbar, wobei der Anleger gemäß § 6 Abs. 1 DepG einen Miteigentumsanteil am Wertpapiersammelbestand erhält. Sie sind in kleinsten Einheiten von 0,01 Euro handelbar (Stückelung). Wie alle Bundeswertpapiere zählen Bundesschatzanweisungen zu den mündelsicheren Wertpapieren.
Mit ihrer Laufzeit von 2 Jahren sind sie für professionelle Investoren ideal zur Erfüllung von Börsentermingeschäften, der Belieferung des so genannten Schatz-Future an der deutschen Terminbörse Eurex geeignet.

## Emissionsverfahren und Handel
Die Ausgabe neuer Bundesschatzanweisungen (Neuemission) erfolgt für den Bund durch die Bundesrepublik Deutschland – Finanzagentur GmbH mit technischer Unterstützung der Deutschen Bundesbank in der Regel im vierteljährlichen Rhythmus in den Monaten Februar, Mai, August und November ausschließlich im sogenannten Auktions- bzw. Tenderverfahren. Dabei sind nur Kreditinstitute, die der sogenannten Bietergruppe Bundesemissionen angehören, berechtigt, diese Wertpapiere direkt in der Auktion zu erwerben. Andere Kreditinstitute und Nichtbanken können Mitglieder der Bietergruppe mit der Abgabe von Geboten beauftragen oder Bundesschatzanweisungen nach ihrer Emission an der Börse erwerben.
Die Volumina (Ausgabemengen) der einzelnen Auktionen für Bundesschatzanweisungen liegen seit einigen Jahren bei 4 bis 5 Milliarden Euro. Einer Neuemission folgen in den darauffolgenden beiden Monaten so genannte Aufstockungen desselben Papiers (derselben WKN bzw. ISIN) in ähnlicher Höhe, so dass eine Bundesschatzanweisung letztlich ein Volumen von bis zu 19 Milliarden Euro erreichen kann.
Bundesschatzanweisungen werden in den Handel an den deutschen Wertpapierbörsen eingeführt, den sogenannten Sekundärmarkt. Sie können dort von jedermann erworben werden und zählen zu den liquidesten Anleihen, die der Bund emittiert. Ende 2023 belief sich ihr Gesamtvolumen auf 136 Mrd. Euro.